# STEREO
Pour les articles homonymes, voir Stéréo.

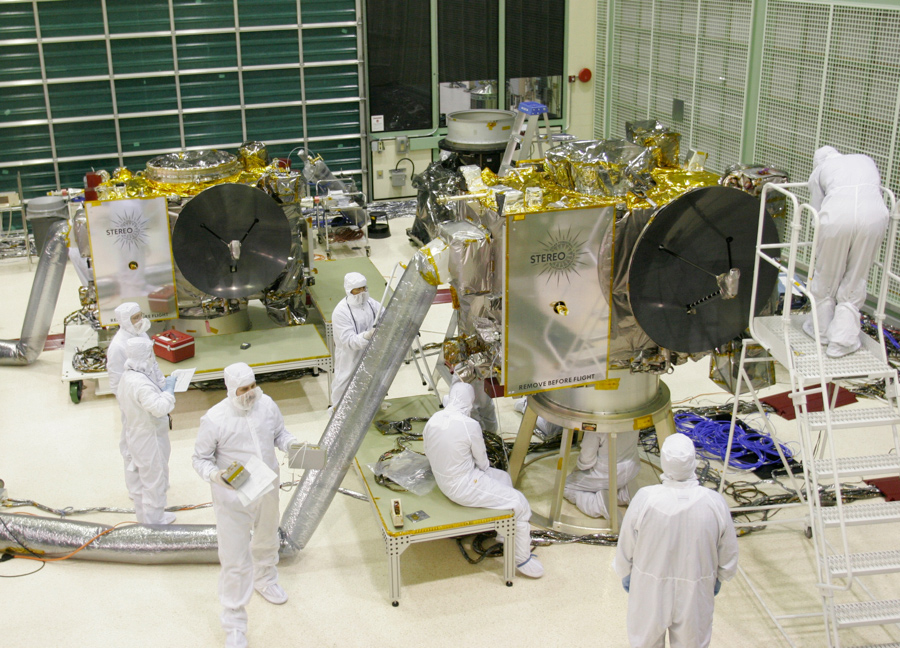
Les deux sondes STEREO dans une salle blanche.

STEREO (acronyme de Solar Terrestrial Relations Observatory, c'est-à-dire « Observatoire des relations Soleil-Terre ») est la troisième mission de la NASA dans le cadre de son programme d'étude des interactions Soleil-Terre (Solar Terrestrial Probes). L'objectif de la mission est l'étude des éjections de masse coronale par le Soleil. La mission STEREO comprend deux satellites jumeaux, l'un précédant la Terre dans sa révolution autour du Soleil et l'autre la suivant, qui fournissent une image tridimensionnelle du phénomène depuis sa genèse jusqu'à ses interactions avec le milieu interplanétaire et l'environnement spatial de la Terre. La position relative des deux satellites par rapport au Soleil forme un angle qui s'accroît d'environ 43° chaque année. 
Les deux satellites stabilisés sur trois axes sont identiques. Ils ont une masse de 620 kg et emportent chacun cinq caméras (lumière visible et ultraviolet) équipées pour deux d'entre d'elles de coronographes ainsi que trois suites d'instruments mesurant in situ les caractéristiques du vent solaire, du champ magnétique interplanétaire, du plasma et des ondes radio émises par le Soleil.  
Le projet est piloté par le centre de vol spatial Goddard tandis que les satellites sont construits par le Laboratoire de physique appliquée de l'université Johns-Hopkins, qui reçoit des contributions importantes de laboratoires étrangers pour l'instrumentation. La mission entre dans une phase opérationnelle en décembre 2006. Sa durée de vie nominale de deux ans est prolongée. Le 1er octobre 2014, le satellite STEREO-B tombe en panne et, depuis, la mission se poursuit en exploitant uniquement les données du satellite STEREO-A.

## Contexte

### Genèse du projet
Le projet STEREO est la troisième mission du programme STP (Solar Terrestrial Probes) de la NASA. Elle succède aux satellites TIMED et Hinode. Ce programme qui touche à la physique des plasmas et aux flux de matière et d'énergie dans le milieu interplanétaire a pour objectifs, :
- de comprendre les processus physiques se déroulant dans l'environnement interplanétaire, notamment entre le Soleil et la Terre ;
- de déterminer comment la société et les équipements techniques sont affectés par la variabilité du Soleil et du champ magnétique terrestre ;
- de modéliser l'apparition et le développement des phénomènes les plus violents pour accroître la sécurité des hommes et des robots lancés dans l'espace et leur permettre d'y travailler.

Les éjections de masse coronale (CME) du Soleil sont des phénomènes violents qui peuvent expulser jusqu'à 10 milliards de tonnes de matière dans l'espace interplanétaire à des vitesses avoisinant les 400 km/s. Elles peuvent fortement perturber le milieu interplanétaire et provoquer de violentes orages magnétiques lorsqu'elles se heurtent à la magnétosphère de la Terre. Ces orages peuvent endommager ou détruire les satellites et constituent des phénomènes dangereux pour les équipages en mission dans l'espace. Elles peuvent également provoquer des coupures dans le réseau électrique. Malgré l'importance de ces phénomènes, l'origine et l'évolution des éjections de masse coronale ainsi que leur structure et leur développement dans le milieu interplanétaire sont très mal connues. La mission STEREO doit contribuer à combler cette lacune.
Les études sont lancées en février 2000 et la réalisation débute en septembre 2001 au Laboratoire de physique appliquée (APL), sélectionné pour la construction des deux sondes spatiales.

### Objectifs scientifiques
Les objectifs scientifiques de la mission STEREO sont :
- de comprendre les causes et les mécanismes de déclenchement des éjections de masse coronale ;
- de définir les modalités de propagation des éjections de masse coronale dans l'héliosphère ;
- de découvrir les mécanismes et la localisation de l'accélération des particules énergétiques dans la couronne solaire basse et dans le milieu interplanétaire ;
- d'améliorer les mécanismes de détermination de la structure du vent solaire.

### Architecture de la mission

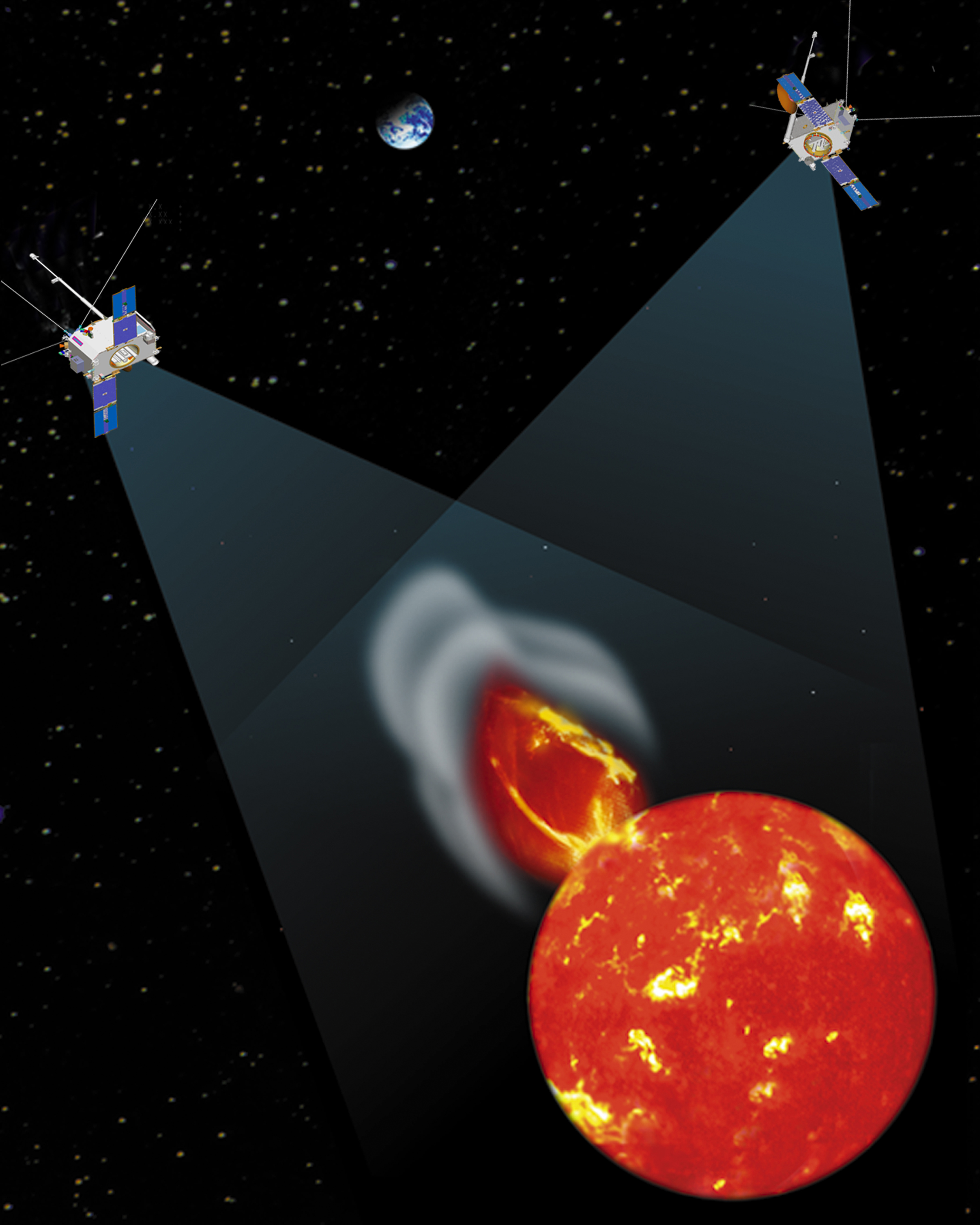
Les deux satellites permettent d'obtenir une représentation tridimensionnelle des éruptions solaires.

La mission STEREO comprend deux satellites observant les éruptions solaires tout en étant suffisamment écartés l'un de l'autre pour que les données collectées permettent de construire une image en trois dimensions de ces phénomènes. Pour parvenir à écarter les satellites, ceux-ci sont lancés ensemble sur une orbite terrestre à forte excentricité qui les fait passer près de la Terre puis à faible distance derrière la Lune. Les orbites des deux satellites sont modifiées légèrement de manière que deux mois après le lancement, l'un d'eux effectue un survol très rapproché de la Lune lui permettant d'utiliser son assistance gravitationnelle pour se placer sur une orbite héliocentrique en avant de la Terre. Un mois plus tard, le deuxième satellite utilise la même technique pour se placer derrière la Terre. Progressivement, les satellites s'écartent, formant un angle par rapport au Soleil qui s'élargit de 43° par an (cf. schéma 1). La mission doit durer au minimum deux ans. Le coût de la mission, y compris le lancement et les phases opérationnelle et d'analyse des données, est estimé à 550 millions de dollars américains.

## Caractéristiques techniques

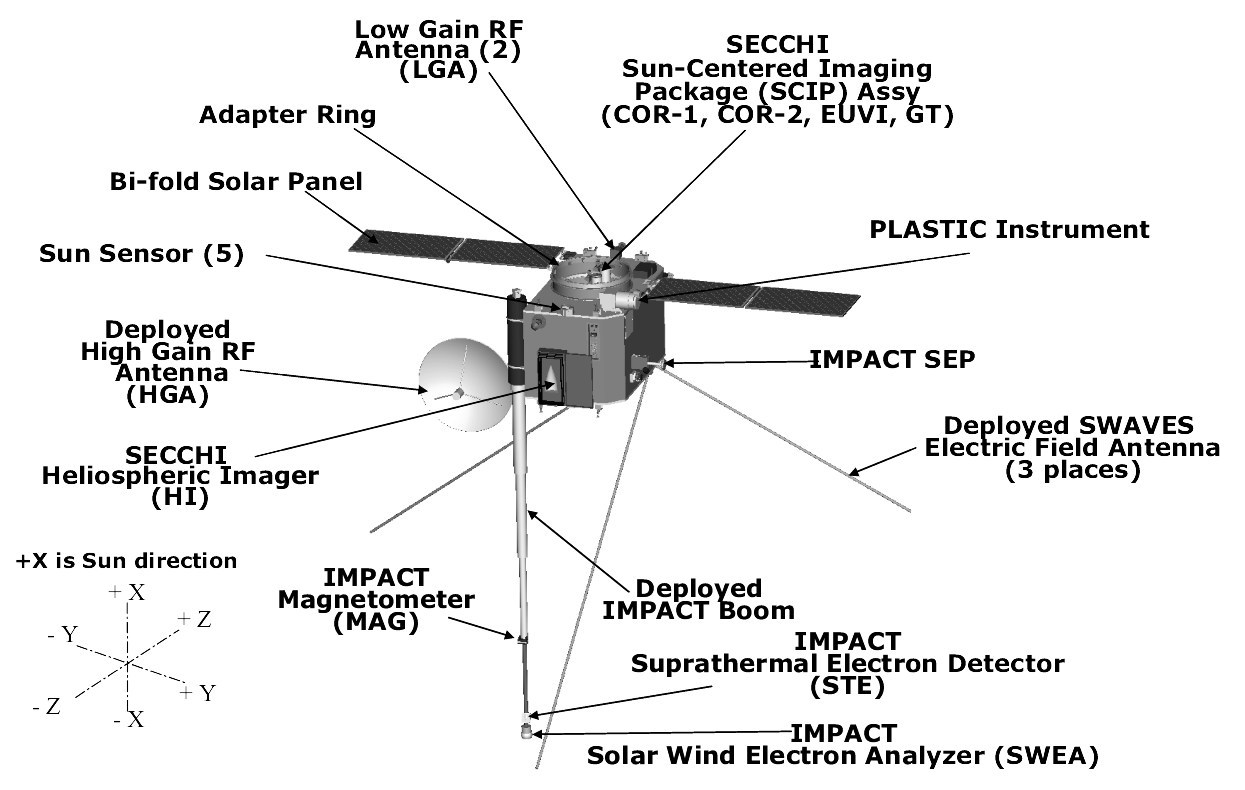
Schéma 1 : diagramme d'une sonde.

Les deux satellites STEREO sont quasiment identiques. Chacun a la forme d'un parallélépipède rectangle d'un peu plus d'un mètre de section et deux mètres de long. Lorsque les panneaux solaires sont déployés, l'envergure du satellite atteint 6,47 mètres.
Chaque satellite est stabilisé sur trois axes avec une précision de sept secondes d'arc. Les deux panneaux solaires fournissent les 475 watts consommés par l'instrumentation et les autres équipements du satellite. Les données scientifiques peuvent être stockées dans une mémoire de un gigaoctet. L'ordinateur de bord utilise trois processeurs Mongoose-V. Le système de télécommunications utilise la bande X et permet le transfert de données vers la Terre avec un débit de 720 kbit/s. La masse de chaque satellite est d'environ 620 kg, dont environ 60 kg d'ergols. Les instruments fonctionnent sans interruption,, Le projet est piloté par le centre de vol spatial Goddard de la NASA tandis que la construction de la plate-forme et l'intégration des instruments est confiée au Laboratoire de physique appliquée de l'université Johns-Hopkins.

### Instruments scientifiques
Les deux satellites embarquent deux instruments et deux suites d'instruments qui représentent en tout 16 instruments développés en partie en coopération avec des sociétés et laboratoires étrangers :
- SECCHI (Sun-Earth Connection Coronal and Heliospheric Investigation) est un ensemble d'instruments de télédétection constitués d'un imageur fonctionnant dans l'ultraviolet extrême (EUVI), de deux coronographes en lumière blanche (COR1 et COR2), et d'un imageur héliosphérique (HI). Ces instruments étudient l'évolution en 3 dimensions des éjections de masse coronale depuis leur naissance à la surface du Soleil jusqu'à leur impact éventuel avec la Terre. Le développement de la suite SECCHI est placé sous la responsabilité du Laboratoire de recherche naval américain. L'Institut d'astrophysique spatiale d'Orsay est impliqué dans le programme STEREO aussi bien au niveau du matériel (télescope imageur EUVI) qu'au niveau de l'analyse des données[8] ;
- IMPACT (In situ Measurements of PArticles and CME Transients) comprend sept instruments effectuant des mesures locales : un analyseur d'électrons du vent solaire (SWEA : Solar Wind Electron Analyzer), un magnétomètre (MAG), ainsi que cinq détecteurs de particules mesurant les ions et électrons accélérés lors des éjections de masse coronale : détecteur des électrons suprathermiques (STE), des protons et électrons (SEPT), des ions suprathermiques (SIT), des protons et ions à basse énergie (LET), des ions et protons à haute énergie (HET). Trois de ces instruments (SWEA, STE, MAG) sont installés sur une bôme longue de 4,5 mètres qui s'étend à l'opposé de la direction du Soleil. Les quatre autres qui forment la suite SEP sont installés sur la plate-forme[9]. Le développement d'IMPACT est placé sous la responsabilité de l'université de Californie à Berkeley. L'Institut de recherche en astrophysique et planétologie (IRAP) à Toulouse développe les détecteurs SWEA pour les deux satellites de la mission[10] ;
- PLASTIC (PLAsma and SupraThermal Ion and Composition) étudie le vent solaire au niveau de la couronne solaire et les processus au sein de l'héliosphère. Il fournit les caractéristiques locales des protons, des particules alpha et des ions lourds. Il doit permettre de caractériser et différencier le plasma éjecté par les éruptions solaires du plasma du vent solaire ordinaire. Le développement de cet instrument est placé sous la responsabilité de l'université du New Hampshire[8] ;
- STEREO/WAVES (SWAVES) est un instrument qui mesure les sursauts radio, leur genèse et la manière dont ils se propagent en se déplaçant vers la Terre. C'est un instrument qui effectue des mesures des phénomènes distants mais également in situ. Cet instrument est développé par le Laboratoire d'études spatiales et d'instrumentation en astrophysique (LESIA), laboratoire de l'Observatoire de Paris[11].

## Déroulement de la mission

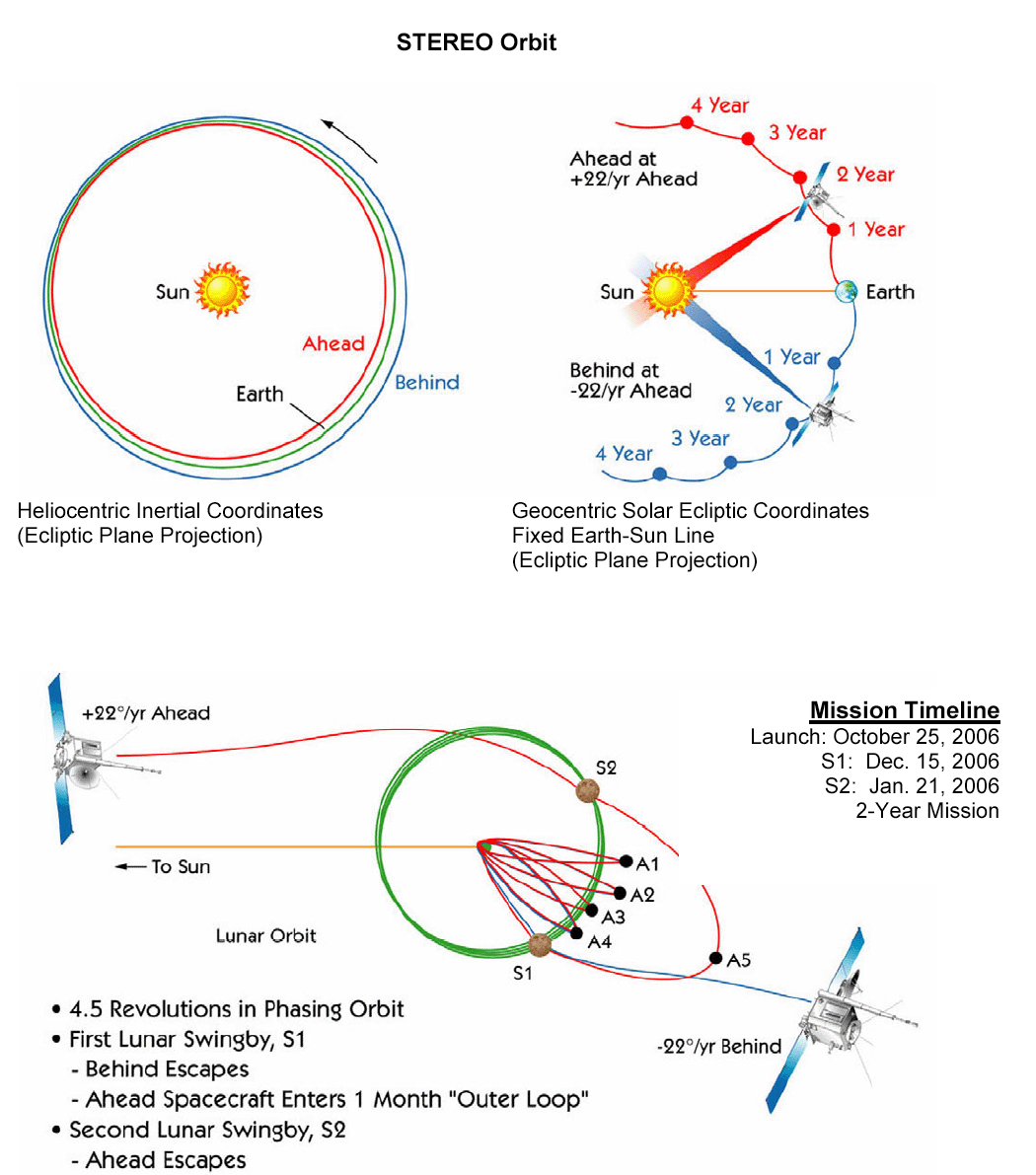
Schéma 2 : orbites des satellites STEREO.

Les deux satellites de la mission STEREO (STEREO-A et STEREO-B) sont lancés avec succès le 25 octobre 2006 par un lanceur Delta II 7925-10L depuis la base de lancement de Cap Canaveral, en Floride (États-Unis). Ils sont positionnés de part et d'autre de la ligne reliant la Terre au Soleil : STEREO-A tourne autour du Soleil avec une période de 347 jours, tandis que STEREO-B effectue un tour complet en 387 jours. L'angle entre les deux satellites s'accroît chaque année de 43°.
Le 24 janvier 2009, les deux satellites se trouvent à 90° l'un de l'autre par rapport au Soleil (quadrature). Cette disposition est particulièrement favorable aux observations : elle permet à un satellite d'observer à la verticale la région d'où surgit une éruption tandis que l'autre satellite peut observer son développement perpendiculairement au phénomène, ce qui constitue le meilleur angle pour le fonctionnement des coronographes.
En avril 2009, les satellites en s'écartant progressivement de la Terre pénètrent dans la région des points de Lagrange L4 et L5 du système Terre-Soleil. Ces régions, où les influences gravitationnelles de la Terre et du Soleil s'équilibrent, peuvent héberger des astéroïdes. Parmi ceux-ci ,certains peuvent, selon une des hypothèses existantes, constituer les résidus de la protoplanète qui a percuté la Terre et donné la naissance de la Lune.
Le 6 février 2011, les deux satellites se trouvent en opposition par rapport au Soleil (l'angle entre les deux satellites est de 180°) et en fournissent pour la première fois une image instantanée complète. Au cours des huit années suivantes, les scientifiques disposent d'une image complète de la face du Soleil opposée à la Terre. Complétée par des observations effectuées depuis l'orbite terrestre, ces données permettent de disposer en permanence d'une image instantanée de l'ensemble de la surface du Soleil.
À compter de 2011, la position des deux satellites se rapproche progressivement et, en 2015, ils se retrouvent au-dessus de la même longitude du Soleil à l'opposé de la position de la Terre puis commencent à s'écarter de nouveau. Cependant, le 1er octobre 2014, les communications sont perdues avec STEREO-B. Elles sont finalement rétablies le 21 août 2016 grâce au Deep Space Network. L'analyse des télémesures permet de déterminer que STEREO-B est en rotation rapide (3° par seconde). Les roues de réaction ne disposent pas d'un couple suffisant pour stopper ce mouvement. Les opérateurs aux sol élaborent et transmettent des instructions pour tenter de corriger le problème, mais malgré plusieurs tentatives, le contact avec le satellites est perdu à partir du 23 septembre 2016. Le 17 octobre 2018, la NASA décide de mettre fin aux opérations de sauvetage de STEREO-B. STEREO-A continue d'être opérationnel.

## Résultats scientifiques et techniques
Les observations effectuées par les satellites STEREO sont exploitées pour améliorer les prévisions de la météorologie de l'espace utilisée par les compagnies aériennes et les opérateurs de satellites.

## Galerie

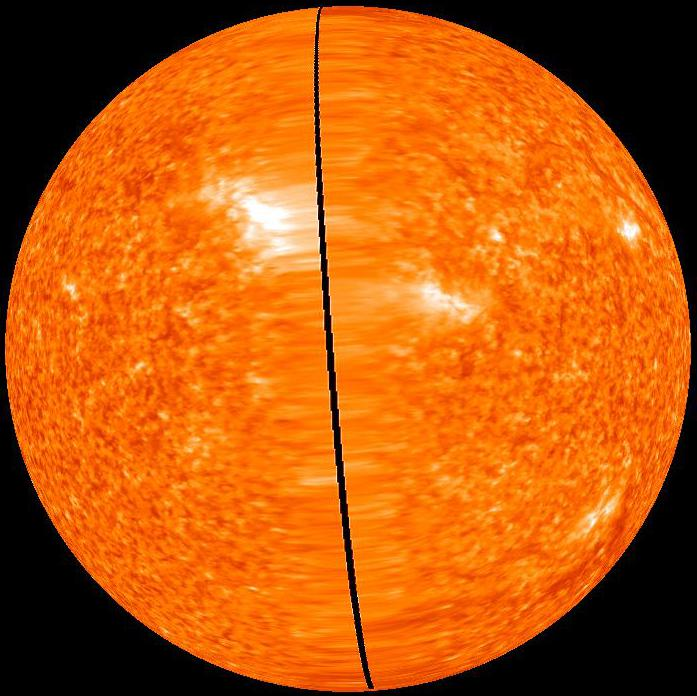
Image du Soleil prise alors que les deux satellites STEREO viennent de se placer dans une position leur permettant de fournir une couverture photographique complète de l'astre.
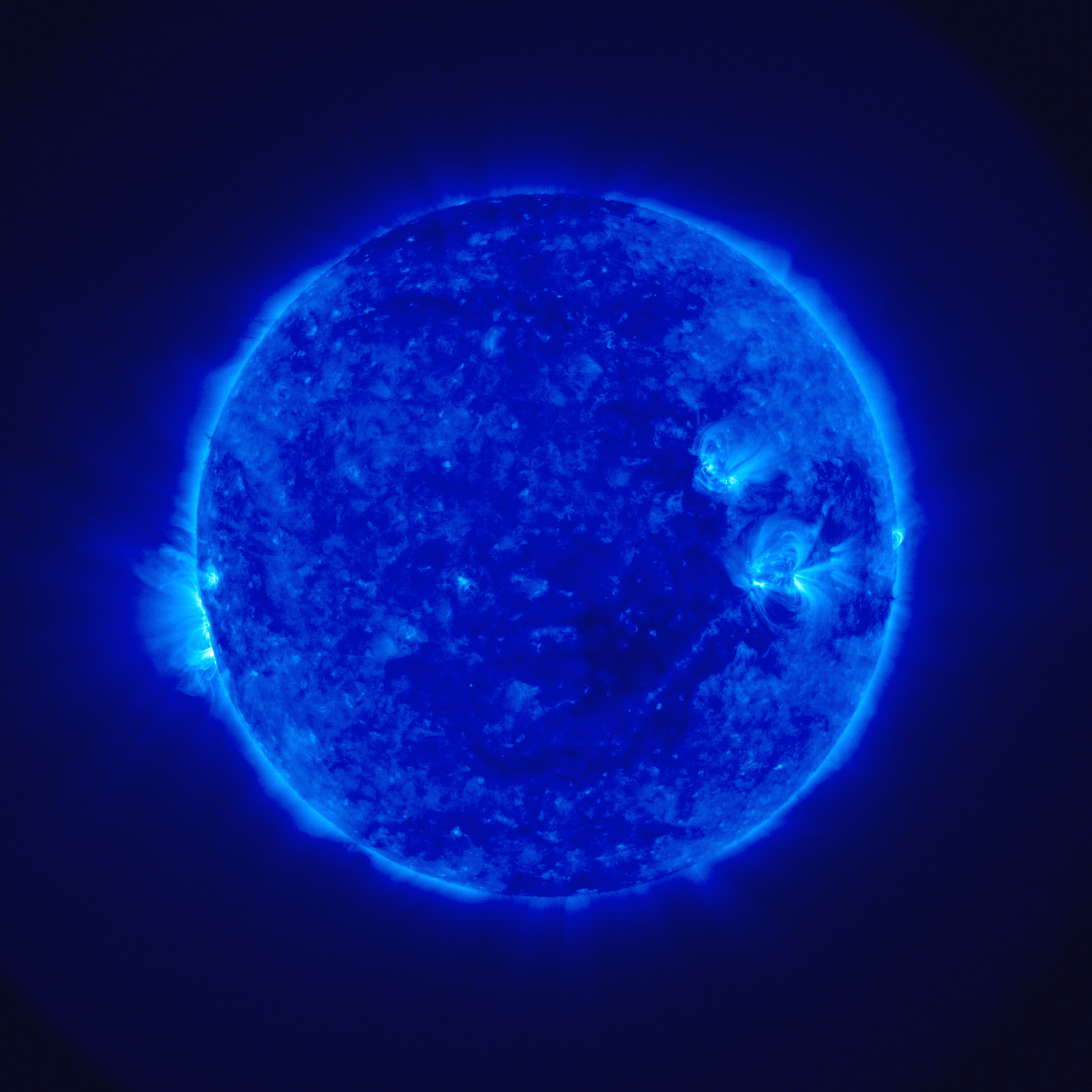
Une des premières images du Soleil prises par STEREO.
Image du soleil en 3D prise par la mission.
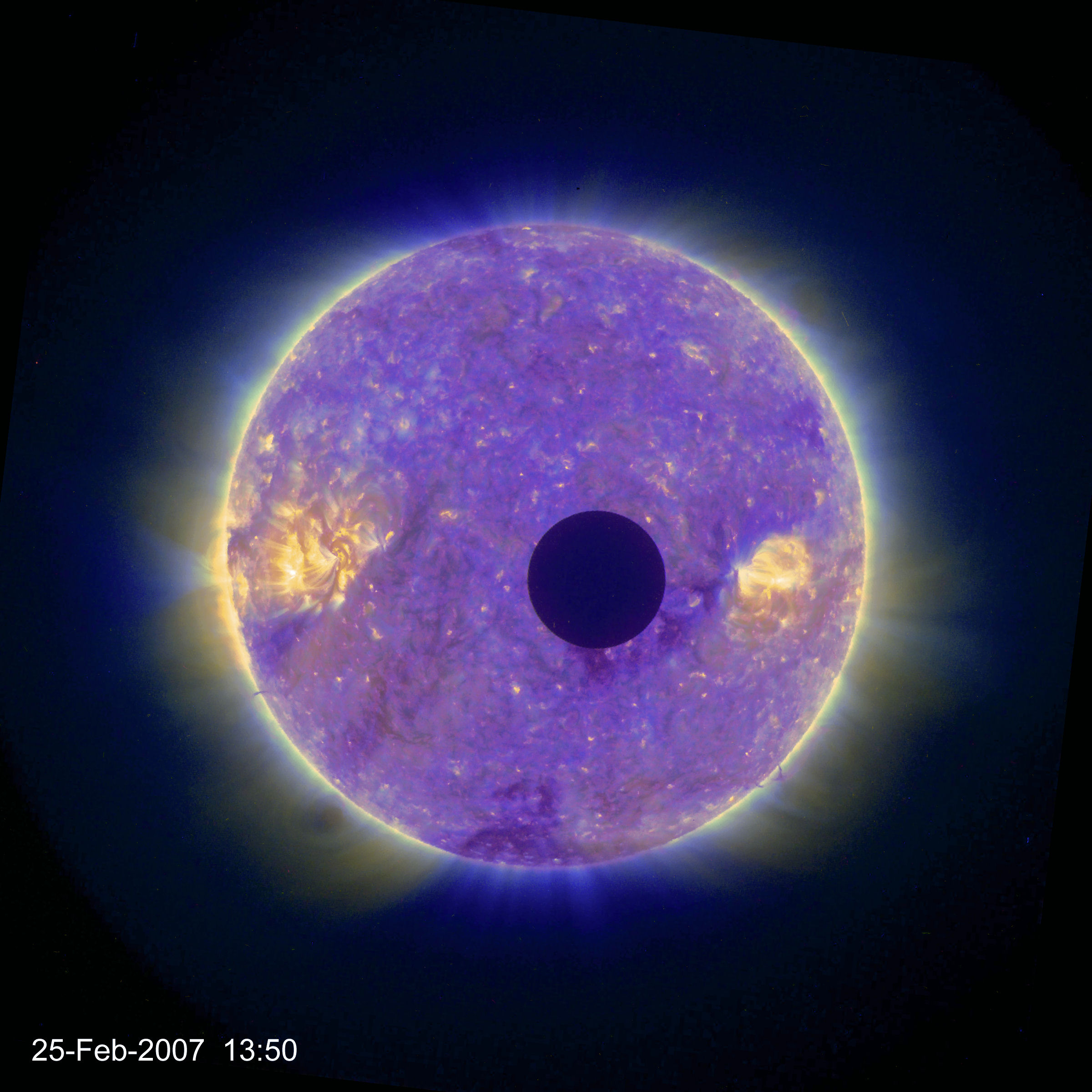
Transit de la Lune devant le Soleil.
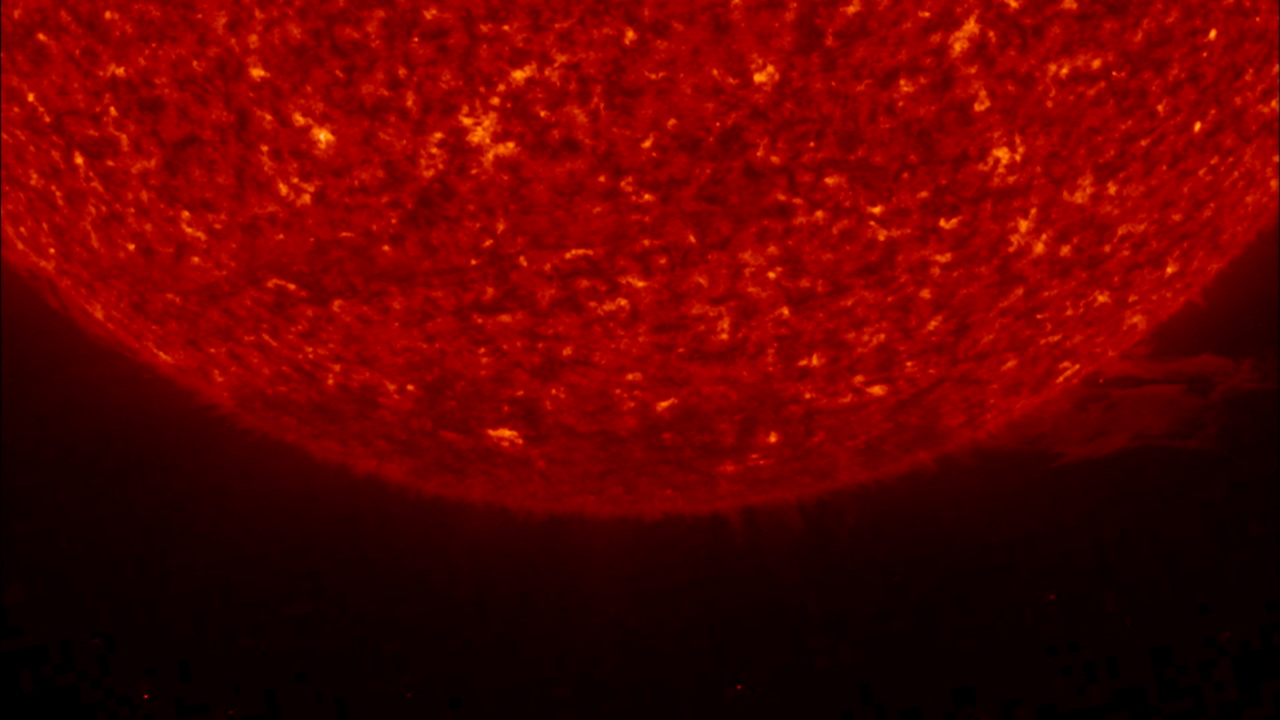
Pôle sud du Soleil.
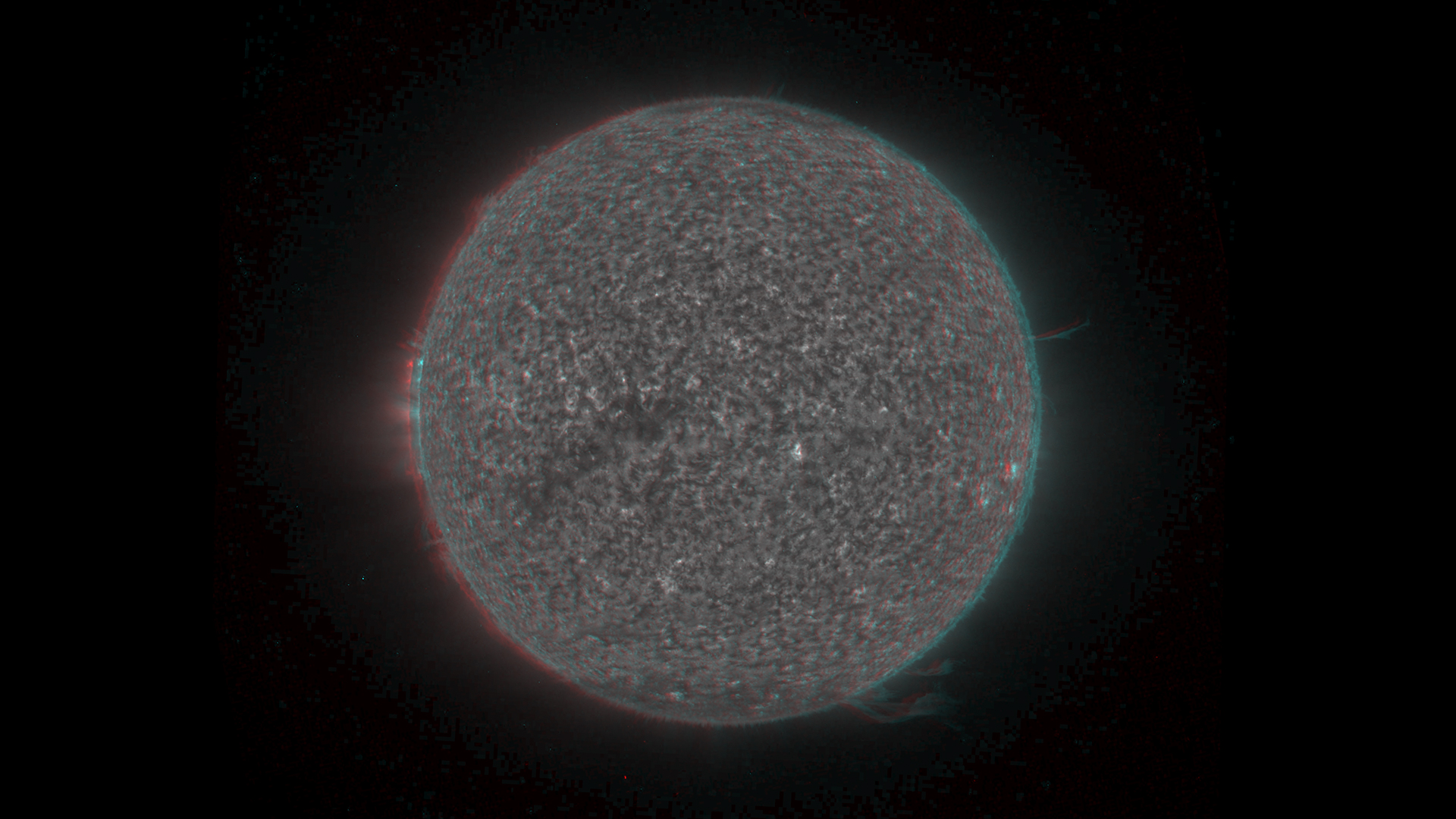
Anaglyphe du Soleil.
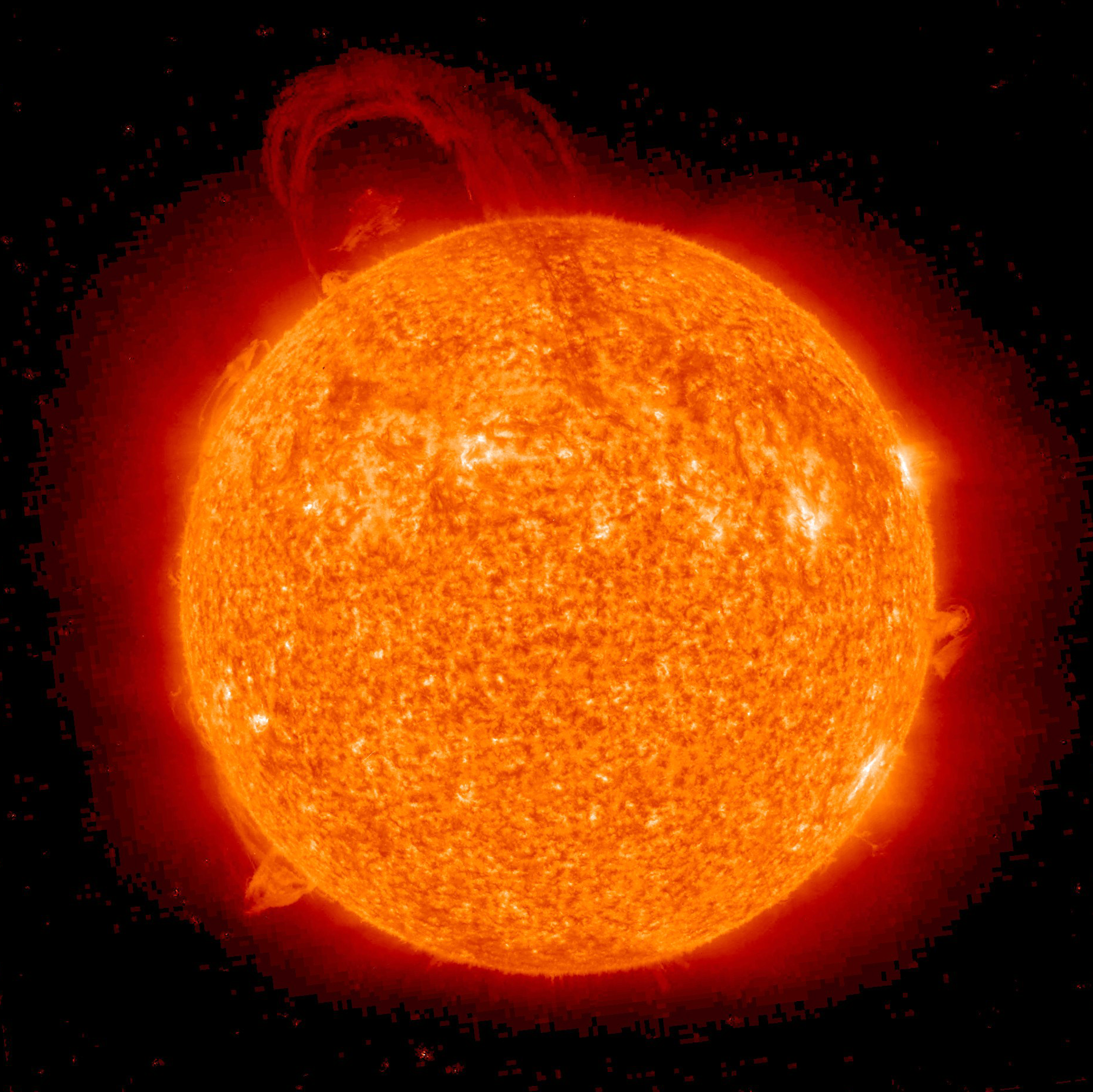
Une protubérance solaire spectaculaire photographiée par STEREO.